# Cephalopholis urodeta
Cephalopholis urodeta är en fiskart som först beskrevs av Forster, 1801.  Cephalopholis urodeta ingår i släktet Cephalopholis och familjen havsabborrfiskar. IUCN kategoriserar arten globalt som livskraftig. Inga underarter finns listade i Catalogue of Life.